# Liste des membres du Secrétariat du Comité central du SED

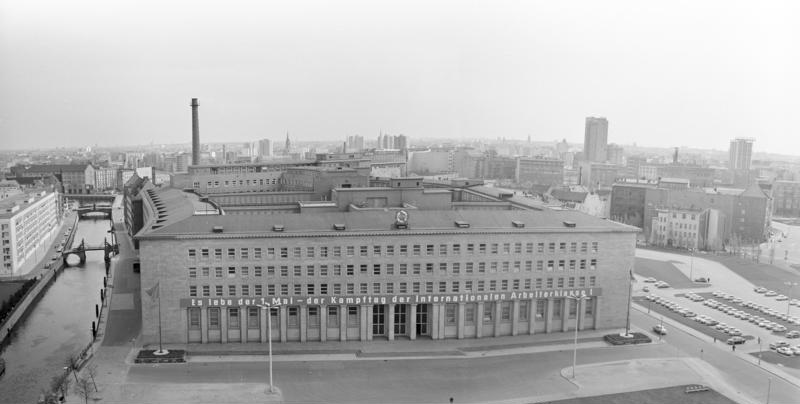
Maison du Werderscher Markt, bâtiment abritant le Comité central et le Politburo du SED de 1959 à 1990, Marx-Engels-Platz, Berlin-Mitte, 27 avril 1967. Sur la façade, une banderole : « Vive le 1er mai, jour du combat de la classe ouvrière internationale ! »

La liste des membres du Secrétariat du Comité central du SED donne un aperçu des secrétaires du comité central du Parti socialiste unifié d'Allemagne de la RDA et de leurs domaines de responsabilité. Le SED et son comité central déterminaient de facto la ligne politique du pays, et les secrétaires du Comité central du Parti étaient autorisés à donner des instructions aux ministres d'État est-allemands.

## Janvier 1949
élu lors du XVIe congrès du comité exécutif du parti
- Edith Baumann
- Franz Dahlem
- Fred Oelßner
- Paul Wessel (jusqu'en février 1950)
- Walter Ulbricht
- Alexandre Abusch (mars 1950)

## Juillet 1950
élu au IIIe congrès du SED
- Hermann Axen
- Edith Baumann
- Franz Dahlem (jusqu'au 14 mai 1953)
- Adalbert Hengst (1952 à juillet 1953)
- Hans Lauter (jusqu'au 14 mai 1953)
- Fred Oelßner
- Karl Schirdewan (depuis décembre 1952)
- Otto Schön
- Willi Stoph
- Walter Ulbricht (Secrétaire général)
- Paul Verner
- Kurt Vieweg
- Herbert Warnke

## Juillet 1953
élu lors de la XVe séance plénière du Comité central
- Erich Mückenberger
- Fred Oelßner
- Karl Schirdewan
- Walter Ulbricht (Premier secrétaire)
- Paul Wandel
- Gerhart Ziller

## Avril 1954
élu au IVe congrès du parti
- Paul Fröhlich (depuis le 6 février 1958)
- Gerhard Grüneberg (depuis le 6 février 1958)
- Kurt Hager (depuis le 15 avril 1955)
- Erich Honecker (depuis le 6 février 1958) (sécurité / gestion / exécutif)
- Erich Mückenberger
- Alfred Neumann (depuis le 1er février 1957)
- Albert Norden (depuis 15 avril 1955)
- Fred Oelßner (jusqu'en novembre 1955)
- Karl Schirdewan (jusqu'au 6 février 1958)
- Paul Verner (depuis le 6 février 1958)
- Walter Ulbricht (Premier secrétaire)
- Paul Wandel (jusqu'au 19. octobre 1957)
- Gerhart Ziller (mort le 14 décembre 1957)

## Juillet 1958
élu au Ve congrès du Parti
- Erich Apel (4 juillet 1961 au 28 juin 1962)
- Edith Baumann (à partir de novembre 1961)
- Gerhard Grüneberg
- Kurt Hager
- Erich Honecker (sécurité / gestion / exécutif)
- Günter Mittag (depuis le 28 juin 1962)
- Erich Mückenberger
- Alfred Neumann
- Albert Norden
- Walter Ulbricht (Premier secrétaire)
- Paul Verner

## Janvier 1963
élu au VIe congrès du parti
- Hermann Axen (depuis le 15 février 1966)
- Gerhard Grüneberg
- Kurt Hager
- Erich Honecker (questions de sécurité / questions de gestion / PO exécutif)
- Werner Jarowinsky (depuis le 1er novembre 1963)
- Günter Mittag
- Albert Norden
- Walter Ulbricht (Premier secrétaire)
- Paul Verner

## Avril 1967
élu au VIIe congrès du parti
- Hermann Axen
- Gerhard Grüneberg
- Kurt Hager
- Erich Honecker (sécurité / gestion / premier secrétaire depuis le 3 mai 1971)
- Werner Jarowinsky
- Werner Lamberz
- Günter Mittag
- Albert Norden
- Walter Ulbricht (premier secrétaire jusqu'au 3 mai 1971)
- Paul Verner

## Juin 1971
élu au VIIIe congrès du parti
- Hermann Axen
- Horst Dohlus
- Gerhard Grüneberg
- Kurt Hager
- Erich Honecker (Premier secrétaire)
- Werner Jarowinsky
- Werner Krolikowski (depuis le 2 octobre 1973)
- Werner Lamberz
- Ingeburg Lange (depuis le 2 octobre 1973)
- Günter Mittag (jusqu'au le 2 octobre 1973)
- Albert Norden
- Paul Verner

## Mai 1976
élu au IXe congrès du parti
- Hermann Axen
- Horst Dohlus
- Gerhard Grüneberg
- Kurt Hager
- Joachim Herrmann
- Erich Honecker (secrétaire général)
- Werner Jarowinsky
- Werner Krolikowski (jusqu'en octobre 1976)
- Werner Lamberz
- Ingeburg Lange
- Günter Mittag (depuis novembre 1976)
- Albert Norden
- Paul Verner

## Avril 1981
élu au Xe congrès du parti
- Hermann Axen
- Horst Dohlus
- Werner Felfe
- Herbert Häber (de) (depuis mai 1984)
- Kurt Hager
- Joachim Herrmann
- Erich Honecker (secrétaire général)
- Werner Jarowinsky
- Egon Krenz (depuis novembre 1983)
- Ingeburg Lange
- Günter Mittag
- Konrad Naumann (depuis mai 1984)
- Paul Verner (jusqu'en mai 1984)

## Avril 1986
élu au XIe congrès du parti le 21 avril 1986
- Erich Honecker (secrétaire général)

Secrétaires avec domaine de responsabilités :
- Hermann Axen (relations internationales)
- Horst Dohlus (organes du parti)
- Werner Felfe (agriculture, jusqu'en 1988)
- Kurt Hager (culture et science)
- Joachim Herrmann (propagande)
- Werner Jarowinsky (commerce et approvisionnement / églises)
- Egon Krenz (sécurité / jeunesse et sport / Questions étatiques et juridiques)
- Werner Krolikowski (agriculture, à partir de 1988)
- Günter Mittag (économie)
- Ingeburg Lange (femmes)
- Günter Schabowski (Berlin)

## Novembre 1989
élu lors de la Xe séance plénière du Comité central le 8 novembre 1989
- Johannes Chemnitzer (de) (jusqu'au 10 novembre 1989)
- Wolfgang Herger (de)
- Egon Krenz (secrétaire général)
- Ingeburg Lange (jusqu'au 10 novembre 1989)
- Siegfried Lorenz
- Wolfgang Rauchfuß (de)
- Günter Schabowski
- Günter Sieber (de)
- Helmut Semmelmann (de) (à partir du 10 novembre 1989)
- Hans-Joachim Willerding (de)

## Sources
- Andreas Herbst, Gerd-Rüdiger Stephan, Jürgen Winkler (Hrsg.): Die SED. Geschichte, Organisation, Politik. Ein Handbuch. Dietz, Berlin, 1997,  (ISBN 3-320-01951-1).